# Metaniera
Le metaniere sono navi da carico specializzate nel trasporto del gas naturale liquefatto. La prima metaniera è stata costruita nel 1966.

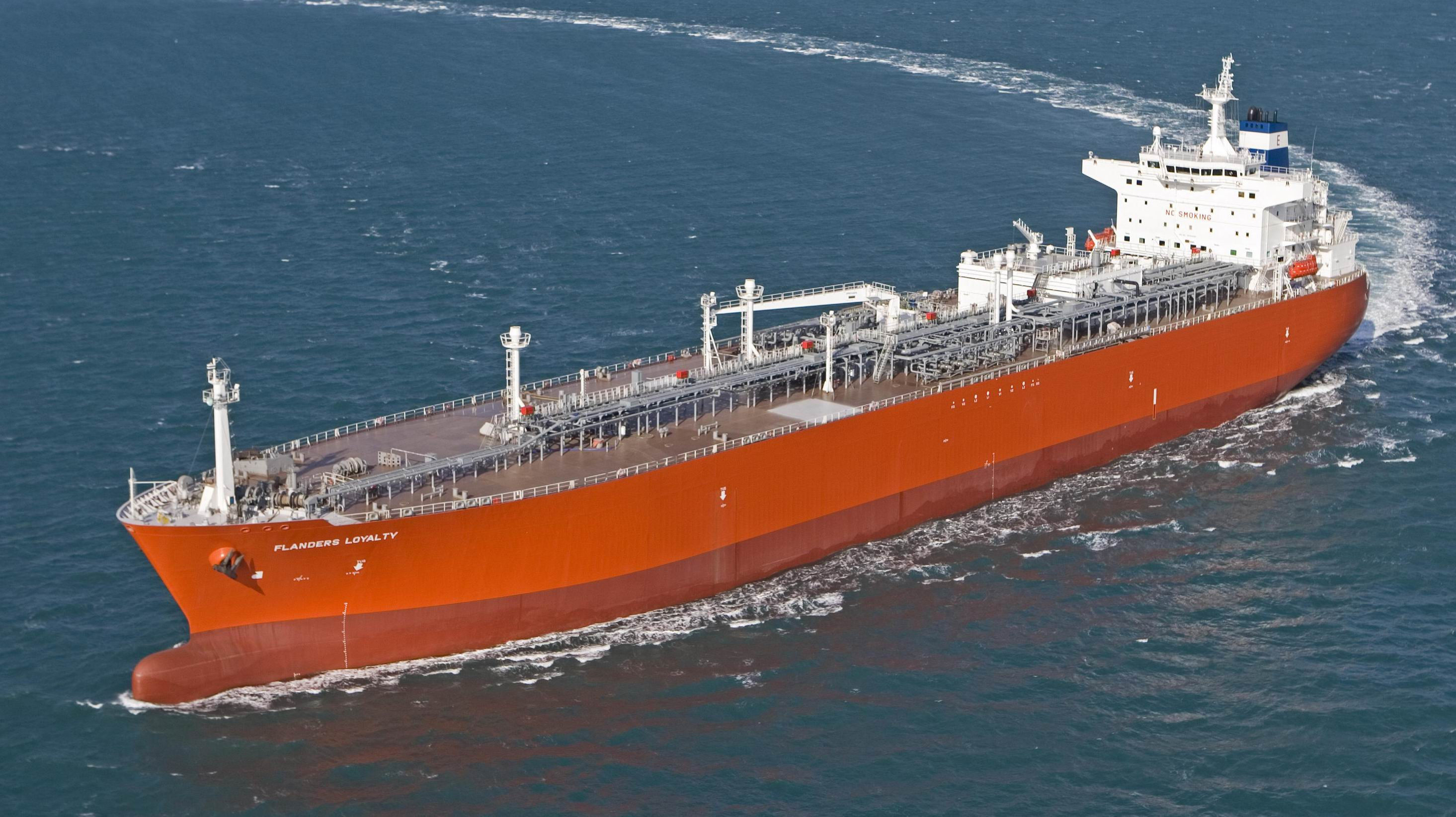
Una metaniera.

La messa a punto di questo tipo di nave è stata realizzata dal francese Pierre Jean dal 1963 al 1967. Prima degli anni sessanta il gas era trasportato in giganteschi barili sferici o cilindrici caricati nelle stive delle navi.
Poiché il gas passa allo stato liquido a −163 °C, bisognava utilizzare leghe speciali molto spesse (8–10 cm) per consentire ai barili di resistere al freddo.
Apprendista nei Cantieri Navali di Trait, vicino a Le Havre, prima di formarsi presso la scuola di architettura navale di Nantes, Pierre Jean concepì un nuovo tipo di nave particolarmente adatta al trasporto del gas liquido e simile alle petroliere che trasportano il petrolio sfuso. Ebbe l'idea di isolare lo scafo della nave con una parete, realizzata a partire da una struttura a cassoni di legno associata ad un prodotto isolante.
Per assicurare l'impermeabilità della nave, utilizzò un rivestimento metallico in invar, una lega di ferro e di nichel che ha la sorprendente proprietà meccanica di essere quasi insensibile alle variazioni di temperatura.
Questo sottile strato di invar non doveva strapparsi e quindi Jean dispose dei soffietti ad intervalli regolari in modo che questo involucro aderisse alla forma dello scafo.
Questa invenzione fu adottata fin dal 1967 per la costruzione di due metaniere (75.000 m³ ognuna) destinate a trasportare il gas dall'Alaska al Giappone: la società Gaztransport, che Jean aveva appena fondato, fu incaricata di costruirle per la Philips Petroleum americana. Oggi, l'85% delle metaniere costruite, o in servizio nel mondo, utilizza la tecnologia messa a punto da Pierre Jean, la cosiddetta tecnologia a membrane. La metaniera più grande è la LNG Mozah lunga 345 metri.